# Bestla
Bestla je v severské mytologii jotunka – obryně, manželka Bora a matka Ódina, Viliho a Véa či Ódina, Höniho a Lodura. Bestla je v staroseverské literatuře zmiňována v Poetické Eddě kde Ódin popisuje jak získal kouzelné písně:
Devět mocných písní jsem
od slavného přijal syna
Böltora, Bestlina otce:
napít jsem se mohl
drahé medoviny,

ochutnat z Ódröra.
Výroky Vysokého, Poetická Edda, 
a Prozaické Eddě kde se hovoří o Borovi:
Ten pojal za ženu Bestlu, dceru obra Böltorna, a měli spolu tři syny. Jeden se jmenoval Ódin , druhý Vili, třetí Vé.
Snorri Sturluson, Gylfiho oblouznění, Prozaická Edda, 
Kromě toho jsou doloženy kenningy, které odkazují na příbuzenský vztah Bestly a Ódina, pouze v jednom rukopisu je Ódin označen za Bestlina otce – což však odporuje ostatním zdrojům a je nejspíše omylem.
Podle Johna Lindowa je možné že, ač Výroky Vysokého nezmiňují příbuzenský vztah mezi Bestlou a Ódinem a zmíněná medovina byla podle jiných textů Ódinem ukradena, že může odkazovat na tradici podle které se Ódin učil magii od svého strýce – slovo překládané jako „přijal“ může také znamenat „naučil se“. Waltraud Hunke vyložil jméno Bestla jako „kůra“ a Ódina potažmo chápal jako zrozeného z kůry Yggdrasilu. Jaan Puhvel přirovnává Ódinův původ po matce náležející k protivníkům bohů k původu irského Lugha nebo k společnému původu nepřátelských rodů Kuruovců a Pánduovců v Máhábháratě, a neidentifikovaného Böltorova syna , bratra Bestly, ztotožňuje s Mímim.